# Kalgoorlie

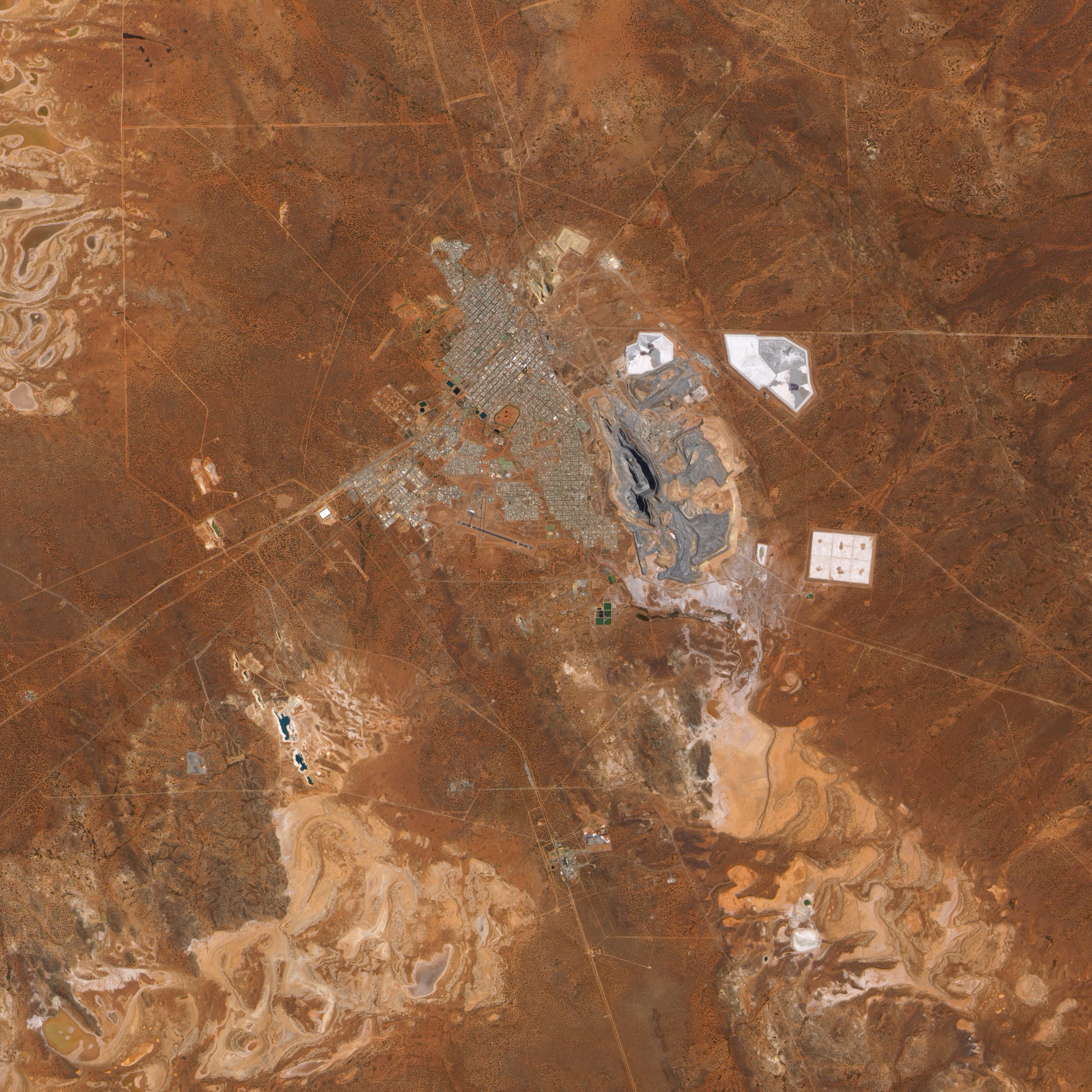
De "Super Pit" goudmijn in het midden van de afbeelding is bijna zo groot als de stad Kalgoorlie ernaast

Kalgoorlie-Boulder, in de volksmond gekend als Kalgoorlie, is een stad in West-Australië. Ze ligt ongeveer 600 kilometer ten oosten van de stad Perth. Kalgoorlie-Boulder heeft een populatie van ongeveer 30.000 inwoners en is de grootste agglomeratie in de regio Goldfields-Esperance. De grootste open goudmijn van Australië, de "Super Pit", bevindt zich in Kalgoorlie-Boulder.

## Geschiedenis
De Maduwongga Aborigines waren de oorspronkelijke bewoners van de streek.
Henry Maxwell Lefroy was in 1863 de eerste Europeaan die de streek verkende. Hij was door de veetelers uit de omgeving van York gevraagd om in oostelijke richting op zoek te gaan naar geschikte grond om vee te weiden. Lefroy leerde van de Aborigines hoe en waar men water kon vinden. Charles Cooke Hunt verkende de streek het daaropvolgende jaar, aan het hoofd van een ploeg gevangenen, gebruik makend van Lefroy's aantekeningen. Hunts ploeg groef waterputten en legde dammen aan om het regenwater dat van grote rotsformaties afliep, op te vangen. Het werk van beide heren en hun ploegen zou de latere prospectie in de streek mogelijk maken.
Sinds het midden van de 19e eeuw vond men kleine hoeveelheden goud in West-Australië. Grotere vondsten in de regio Kimberley in 1886, in de regio Pilbara in 1887, in de regio Yilgarn (Southern Cross) in 1888 en in de oostelijke goudvelden (Coolgardie) in 1892, brachten goldrushes op gang.
In juni 1893 vonden drie Ierse goudzoekers, Paddy Hannan, Thomas Flanagan en Daniel Shea, grote hoeveelheden alluviaal goud nabij Mount Charlotte. Op 17 juni reed Hannan met 100 ons goud naar Coolgardie om er de vondst te registreren. Een week later waren reeds 1.400 goudzoekers op het goudveld aan het werk. De goudzoekers werden gevolgd door handelaars en er ontstond een grote nederzetting. Enkele kilometers ten zuiden van Hannan's Find stootten William Brookman en Sid Pearce op de 'Golden Mile'. Kalgoorlie werd officieel gesticht op 4 september 1894 maar stond nog een tijd bekend als Hannan's Find. Het woord Kalgoorlie (soms gespeld als Kalgurli) is van oorsprong aborigines. Verschillende bronnen geven verschillende betekenissen: "aborigineshond die een kangoeroe achtervolgt", de naam van een lokale struik (Galgurli) of de naam van een eetbare zijdeachtige peer (Kulgoolah).
In 1896 werd Kalgoorlie tot gemeente uitgeroepen. De Eastern Goldfields Railway, die in fases in oostelijke richting was aangelegd, bereikte Kalgoorlie in september 1896. Op 4 december 1896 werd Boulder gesticht nabij de 'Golden Mile' en op 6 augustus 1897 werd het tot gemeente uitgeroepen. Tussen Kalgoorlie en Boulder werd in 1897 een 15 kilometer lange spoorlus aangelegd. Een trein reed van Kalgoorlie naar Boulder, rond de Golden Mile, en terug via Boulder naar Kalgoorlie. Rond de eeuwwisseling werd de spoorlus met 7,5 kilometer verlengd tot Kamballie, ten oosten van de Golden Mile. In 1898 telde Kalgoorlie 2.018 inwoners.
Tegen 1901 telde Kalgoorlie 47 hotels voor 20.000 mensen en Boulder 30 hotels voor 10.000. Kalgoorlie telde toen 4.793 inwoners en Boulder 3.751. In 1903 bereikte C.Y. O'Connor's pijpleiding Kalgoorlie. Het Goldfields Water Supply Scheme maakte een einde aan de voortdurende watersnood op de oostelijke goudvelden.
Bij het begin van de Eerste Wereldoorlog vertrokken veel mijnwerkers naar het front waardoor de economische bedrijvigheid in en rond Kalgoorlie en Boulder vertraagde.
In 1917 opende de Trans-Australian Railway tussen Kalgoorlie en Port Augusta. Kalgoorlie werd een omspoorstation. De Eastern Goldfields Railway bestond uit smalspoor in tegenstelling tot het normaalspoor van de Trans-Australian Railway. Pas 1968 zou de Eastern Goldfields Railway een derde rail krijgen waardoor de treinen tussen het oosten van Australië en Perth niet meer hoefden om te sporen. De spoorlus in Kalgoorlie-Boulder bleef smalspoor en zou in dienst blijven tot 1976 waarna het een toeristische spoorweg werd, uitgebaat door de Golden Mile Loopline Railway Society. In 2004 sloot de toeristische spoorweg door de uitbreiding van de Superpit.
In 1934 vonden zware rellen plaats tussen de 'Britse' bevolking en immigranten. Er vielen drie doden. Bij het begin van de Tweede Wereldoorlog verminderde de goudproductie omdat vele mijnwerkers ten strijde trokken. De Italiaanse en Duitse gastarbeiders werden geïnterneerd. In de jaren 1950 werden tal van leases op de Golden Mile samengevoegd. De Golden Mile kwam in handen van vier bedrijven. In de jaren 1960 werd op verschillende plaatsen in de streek nikkel gevonden. In 1973 opende in Kalgoorlie een grote nikkelsmelterij.
Ondanks een nieuwe technologie uit Zuid-Afrika die verlaten mijnen terug rendabel maakte, kende de goudindustrie rond 1975 een laagconjunctuur. De Verenigde Staten hadden de goudstandaard afgeschaft waardoor de goudprijs wereldwijd onder druk stond. Enkel de Mount Charlotte-mijn bleef in productie. Na de oliecrisissen van de jaren 1970 steeg de prijs van goud. Tegen 1980 was de goudproductie weer rendabel. De West-Australische ondernemer Alan Bond probeerde alle mijnbedrijven die op de Golden Mile opereerden bij elkaar te voegen om één grote mijn te kunnen bouwen. Waar hij net niet in slaagde werd in 1989 werkelijkheid na de oprichting van de joint venture Kalgoorlie Consolidated Gold Mines Pty Ltd (KCGM). De ontwikkeling van de Fimiston Open Pit, de 'Super Pit', nam aanvang.
In 1989 werden de steden Kalgoorlie en Boulder samengevoegd tot het lokale bestuursgebied City of Kalgoorlie-Boulder.

## 21e eeuw
Kalgoorlie is het administratieve en dienstencentrum van het lokale bestuursgebied City of Kalgoorlie-Boulder. De economie van het district is grotendeels afhankelijk van de mijnindustrie. Er is een Mining Registrar Regional Office in Kalgoorlie. De economie wordt gediversifieerd naar toerisme, hernieuwbare energie en onderzoek en ontwikkeling.
In 2010 vond een aardbeving van 5 op de schaal van Richter plaats op 30 kilometer van Kalgoorlie. Er was nogal wat schade in Boulder.
In 2015 keurde de West-Australische overheid de financiering goed voor de heraanleg van de toeristische spoorweg in Kalgoorlie-Boulder.

## Toerisme
Het Kalgoorlie-Boulder Visitor Centre is gelegen in de hoofdstraat Hannah Street en biedt informatie over onder meer:
- Het Goldfields Arts Centre in Kalgoorlie biedt onderdak aan verschillende kunstgalerijen en een theater.
- In Hannans North Tourist Mine kan men de geschiedenis van de mijnindustrie beleven.
- De Kalgoorlie Town Hall biedt onderdak aan de Sporting Hall of Fame en stelt artefacten en memorabilia over de geschiedenis van Kalgoorlie tentoon.
- Het Museum of the Goldfields is een streekmuseum met de focus op de geschiedenis van de goudindustrie en de invloed ervan op de stad en de ontwikkeling van West-Australië.
- Nullarbor Links is een uniek golfterrein met 18 holes over een lengte van 1.365 kilometer. Elke hole ligt aan een dorp of Roadhouse langs de Eyre Highway die de Nullarborvlakte doorkruist.
- De Royal Flying Doctor Service heeft een bezoekerscentrum aan de luchthaven van Kalgoorlie-Boulder.
- Het Signpost Goldfields Racing Museum is een museum over de geschiedenis van de paardenraces op de oostelijke goudvelden.
- De Super Pit Lookout biedt een uitzicht over een van de grootste dagbouwmijnen in de wereld.
- De Kalgoorlie Two Up School is de enige legale gokschool waar men het traditionele Australische gokspel Two Up kan leren.
- In de Boulder Town Hall uit 1908 vinden de Goatcher Curtain, de lokale historische archieven en het Goldfields War Museum onderdak.
- De Eastern Goldfields Historical Society heeft een streekmuseum in de Old Boulder Power Station.
- In het Mining Registrar's Office kan men een toelating kopen om in de streek aan fossicking te doen.[noot 1][25]
- De Golden Quest Discovery Trail, de Green Trail en de Golden Pipeline Heritage Trail zijn toeristische autoroutes die Kalgoorlie aan doen, elk met een eigen focus: goud, natuur en water.[26]
- De Kalgoorlie Walking Tour is een erfgoedroute door de stad.[27]
- Golden Footsteps - Boulder's Hidden Secret is een wandelroute langs Boulders erfgoed.[28]
- Questa Casa is een meer dan honderd jaar oud bordeel. Er gaat eenmaal daags een geleide tour door die uitleg geeft over de geschiedenis van de bordelen in de mijnwerkersstad.[29]
- Mt Charlotte Reservoir and Lookout ligt aan het einde van O'Connors pijpleiding die de stad van water voorziet. Men heeft er een uitzicht over de hele stad.[27]
- Loopline Railway & Museum in Boulder biedt onderdak aan artefacten uit de goldrush-peridode en aan spoorwegmemorabilia.[30]

## Transport

### Spoorvervoer
In Kalgoorlie-Boulder gaan de Eastern Goldfields Railway en de Trans-Australian Railway in elkaar over.
Transwa verzorgt de Prospector die Kalgoorlie-Boulder minstens eenmaal per dag met Perth verbindt.
De Indian Pacific van het bedrijf Journey Beyond verbindt Perth met Adelaide en Sydney en maakt een toeristische stop in Kalgoorlie.

### Wegvervoer
Kalgoorlie-Boulder wordt met Perth verbonden door de Great Eastern Highway. De Goldfields Highway loopt eveneens langs Kalgoorlie.
Transwa verzorgt driemaal in de week de GE3 busdienst tussen Esperance en Kalgoorlie-Boulder.
TransGoldfields rijdt stadsbussen in en rond Kalgoorlie-Boulder.

### Vliegwezen
Vanaf de Kalgoorlie-Boulder Airport (IATA: KGI, ICAO: YPKG) wordt meerdere keren per week naar Perth gevlogen en één keer per week naar Melbourne.
De chartermaatschappij Goldfields Air Services (GAS) heeft sinds 1982 de luchthaven van Kalgoorlie-Boulder als thuisbasis.

## Klimaat
Kalgoorlie-Boulder kent een steppeklimaat met hete zomers en milde winters.
| Maand                                  | jan  | feb  | mrt  | apr  | mei  | jun  | jul  | aug  | sep  | okt  | nov  | dec  | Jaar  |
| -------------------------------------- | ---- | ---- | ---- | ---- | ---- | ---- | ---- | ---- | ---- | ---- | ---- | ---- | ----- |
| Gemiddeld maximum (°C)                 | 33,7 | 32,1 | 29,5 | 25,3 | 20,7 | 17,6 | 16,8 | 18,7 | 22,3 | 25,9 | 29,1 | 32,0 | 25,3  |
| Gemiddeld minimum (°C)                 | 18,3 | 17,9 | 16,1 | 12,7 | 8,7  | 6,3  | 5,1  | 5,7  | 8,0  | 11,2 | 14,2 | 16,6 | 11,7  |
|                                        |      |      |      |      |      |      |      |      |      |      |      |      |       |
| Neerslag (mm)                          | 27,5 | 31,2 | 25,2 | 20,5 | 24,9 | 27,3 | 24,4 | 21,3 | 13,9 | 16,0 | 18,9 | 16,5 | 267,6 |
| Regendagen (dag)                       | 2,5  | 3,0  | 2,7  | 3,3  | 3,9  | 4,8  | 4,8  | 4,0  | 2,9  | 2,8  | 2,7  | 2,5  | 39,9  |
| Relatieve luchtvochtigheid (%)         | 24   | 30   | 32   | 38   | 44   | 48   | 46   | 39   | 31   | 27   | 25   | 24   | 34    |
| Bron: Australian Bureau of Meteorology |      |      |      |      |      |      |      |      |      |      |      |      |       |

## Geboren
- Leonard George Casley (1925-2019), staatshoofd van de zelf uitgeroepen Principality of Hutt River
- Kevin Parker (1937), jurist, ondervoorzitter van het Joegoslavië-tribunaal
- Graham Marsh (1944), golfer en golfbaanarchitect
- Barry Marshall (1951), arts, hoogleraar microbiologie en Nobelprijswinnaar (2005)
- Terry Walsh (1953), hockeyer en hockeycoach
- Lachlan Norris (1987), wielrenner
- Jason Lowndes (1994-2017), wielrenner
- Alexandra Manly (1996), wielrenster
- Brady Gilmore (2001), wielrenner

## Galerij

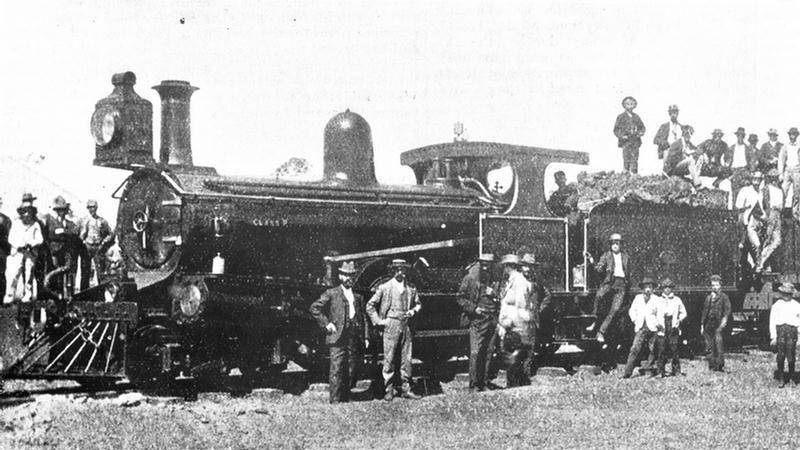
Kalgoorlie 1896
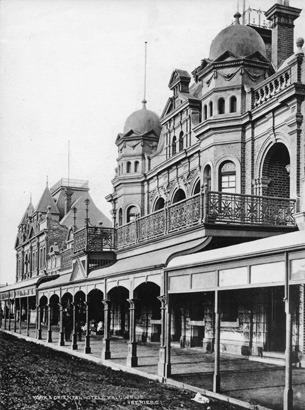
York Hotel rond 1900
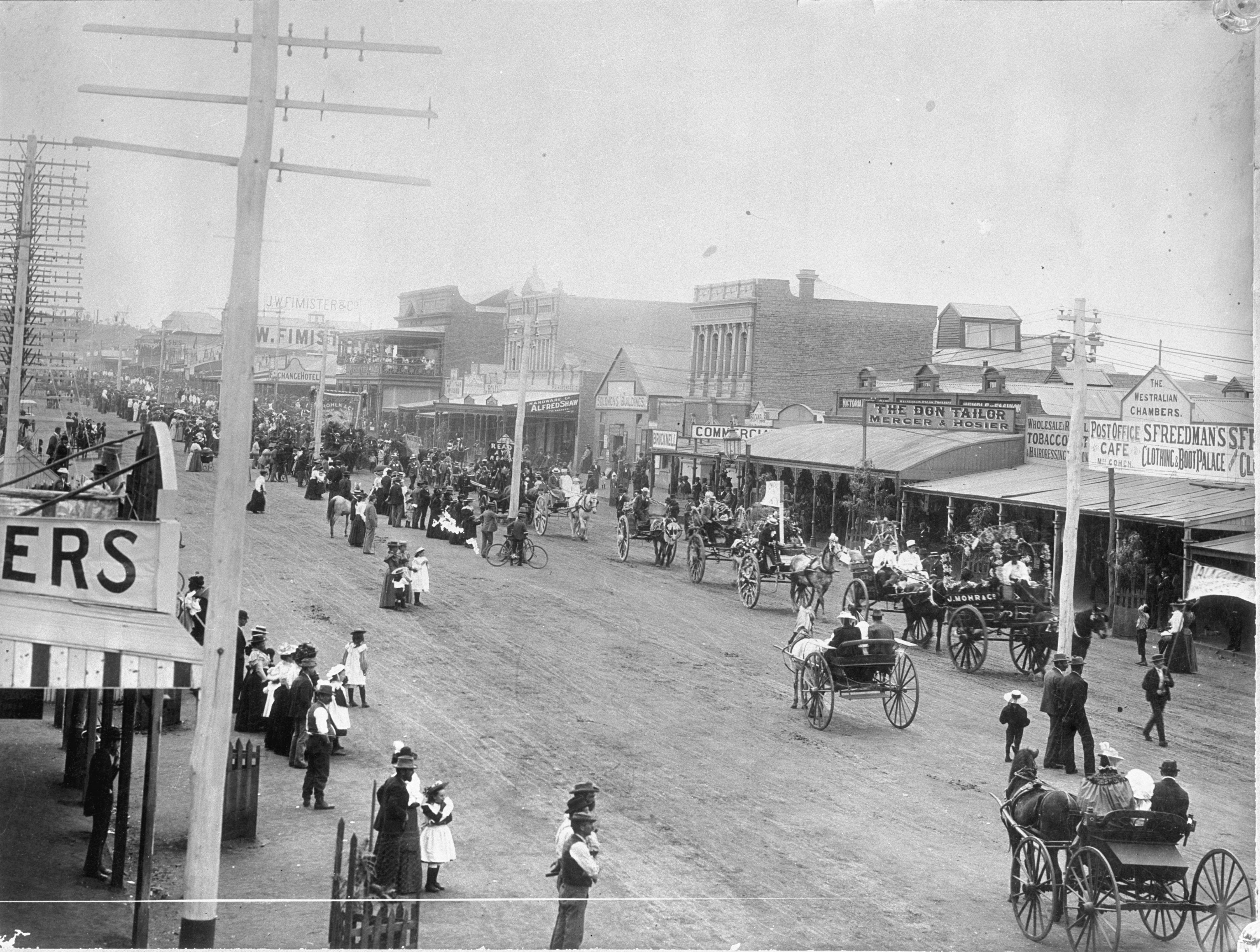
parade in Hannan Street in 1901
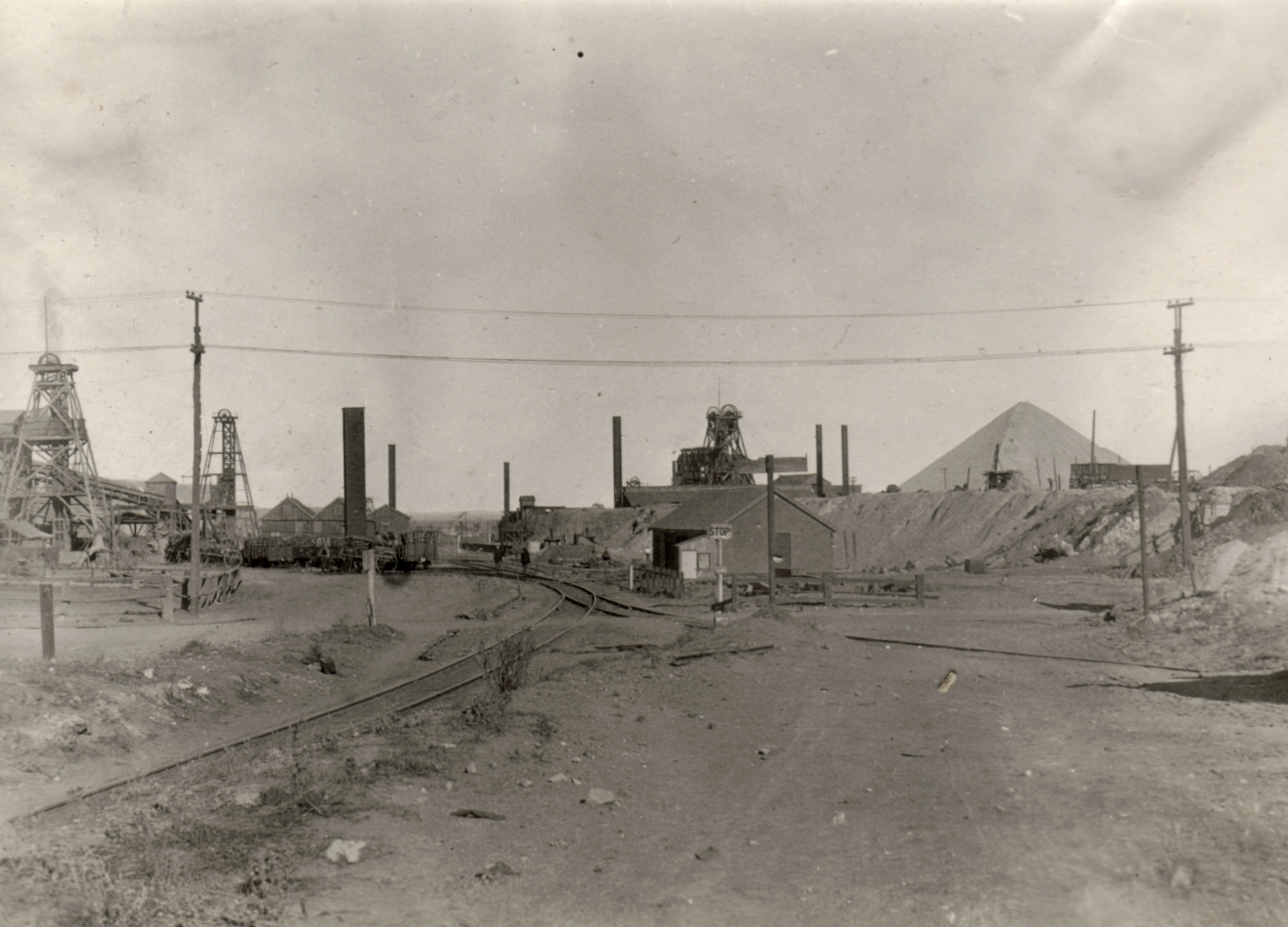
de 'Golden Mile' in 1928
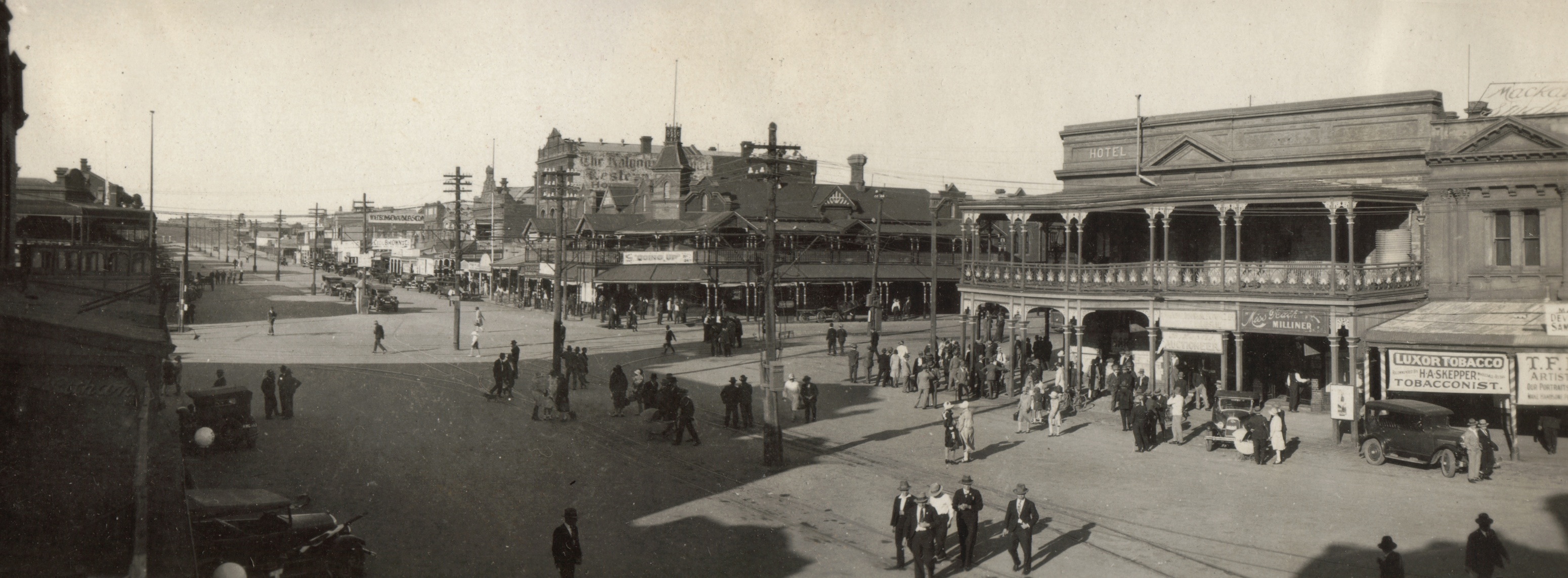
Hannan Street in 1930
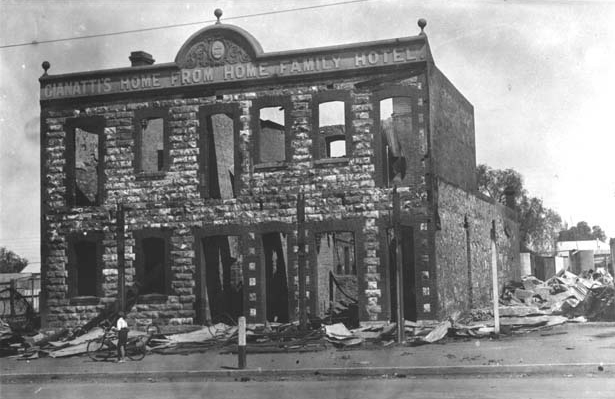
Schade na rellen 1934
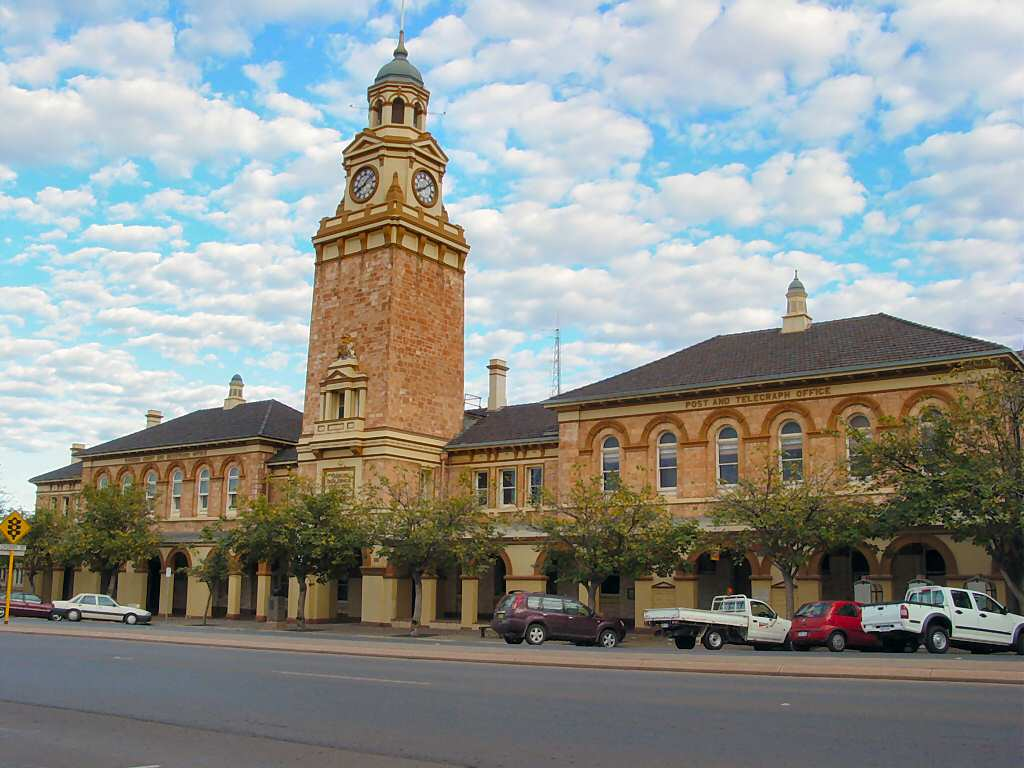
postgebouw uit 1899 in 2005
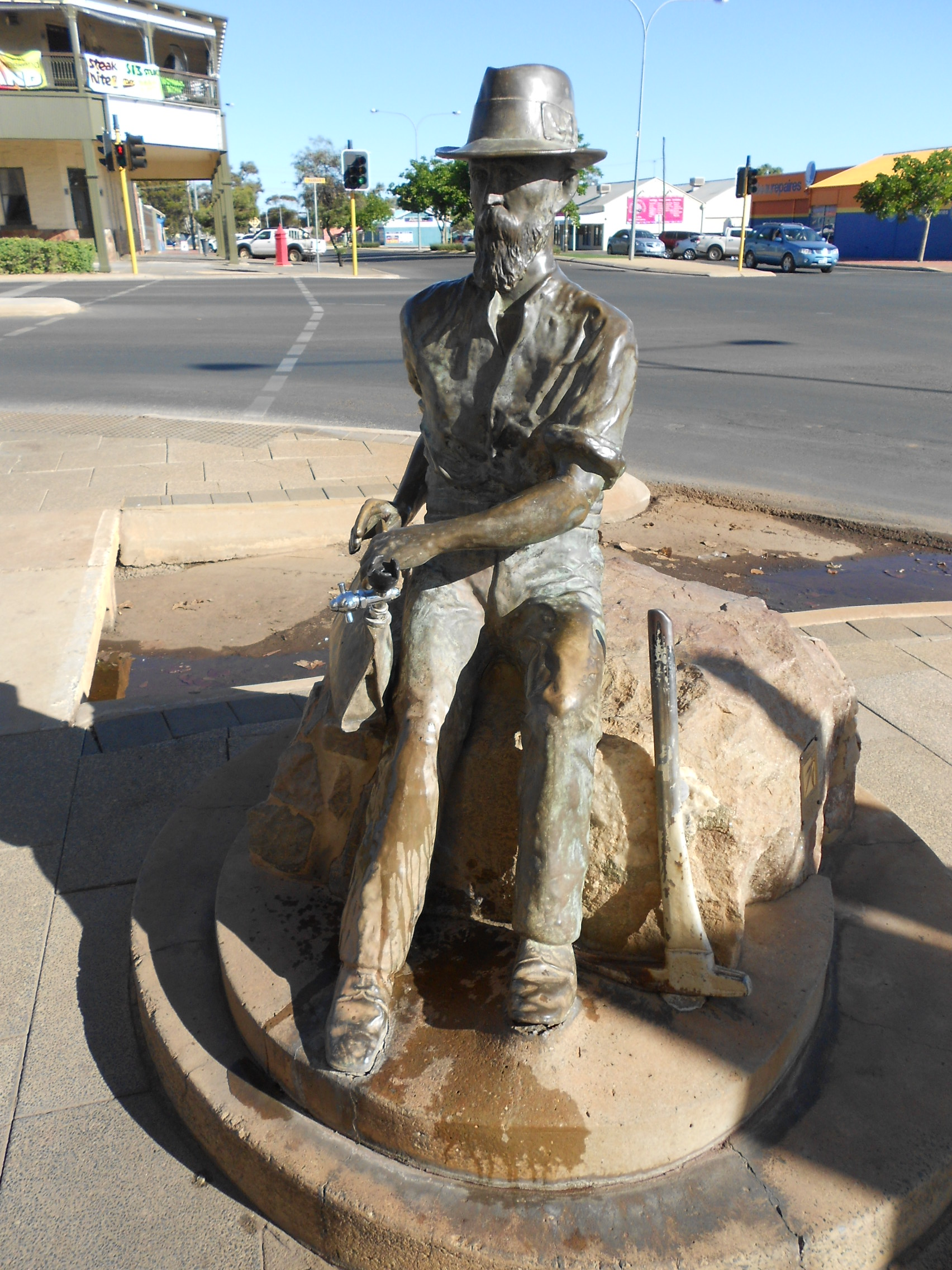
standbeeld Paddy Hannan
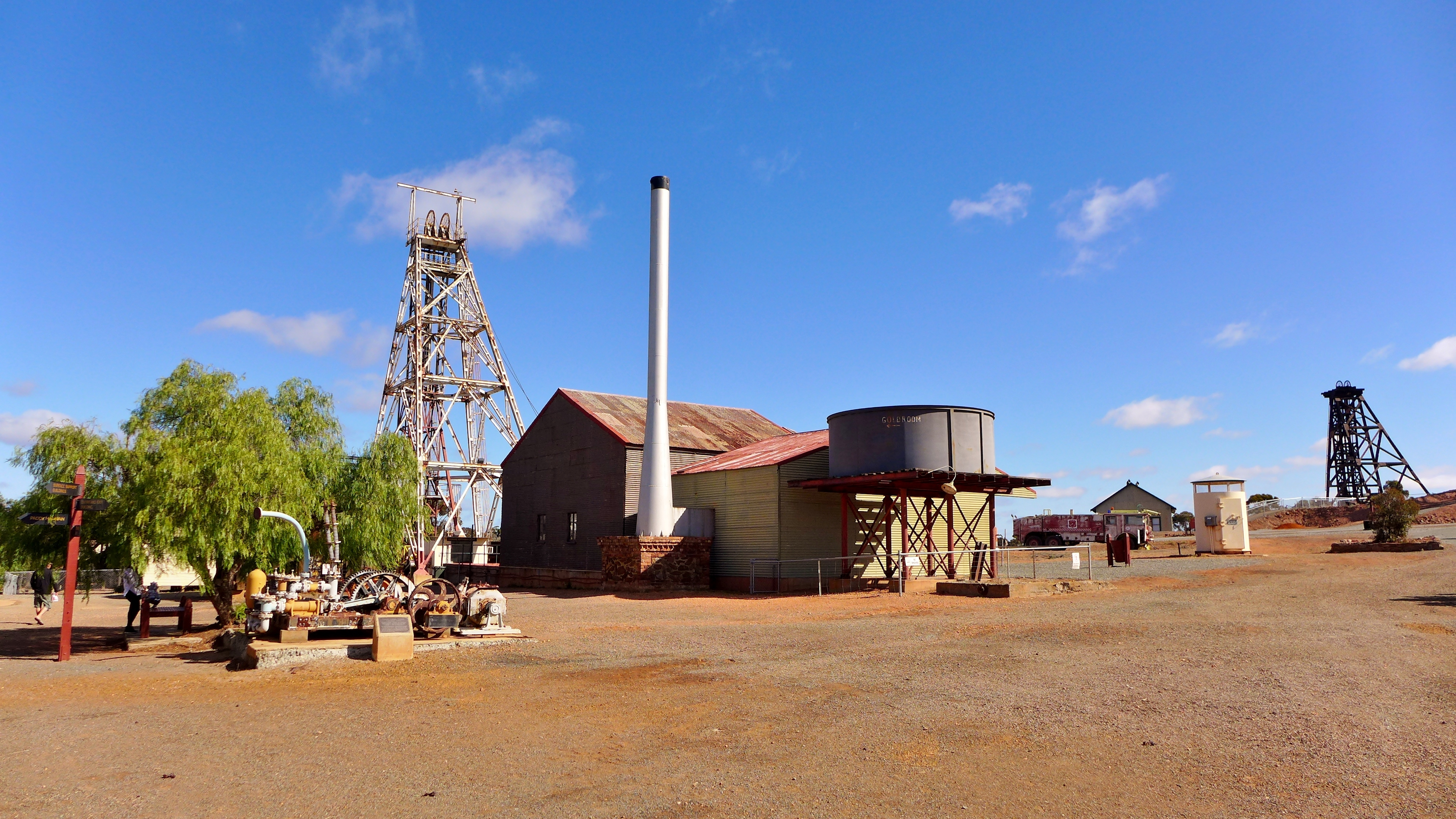
Hannans North Tourist Mine
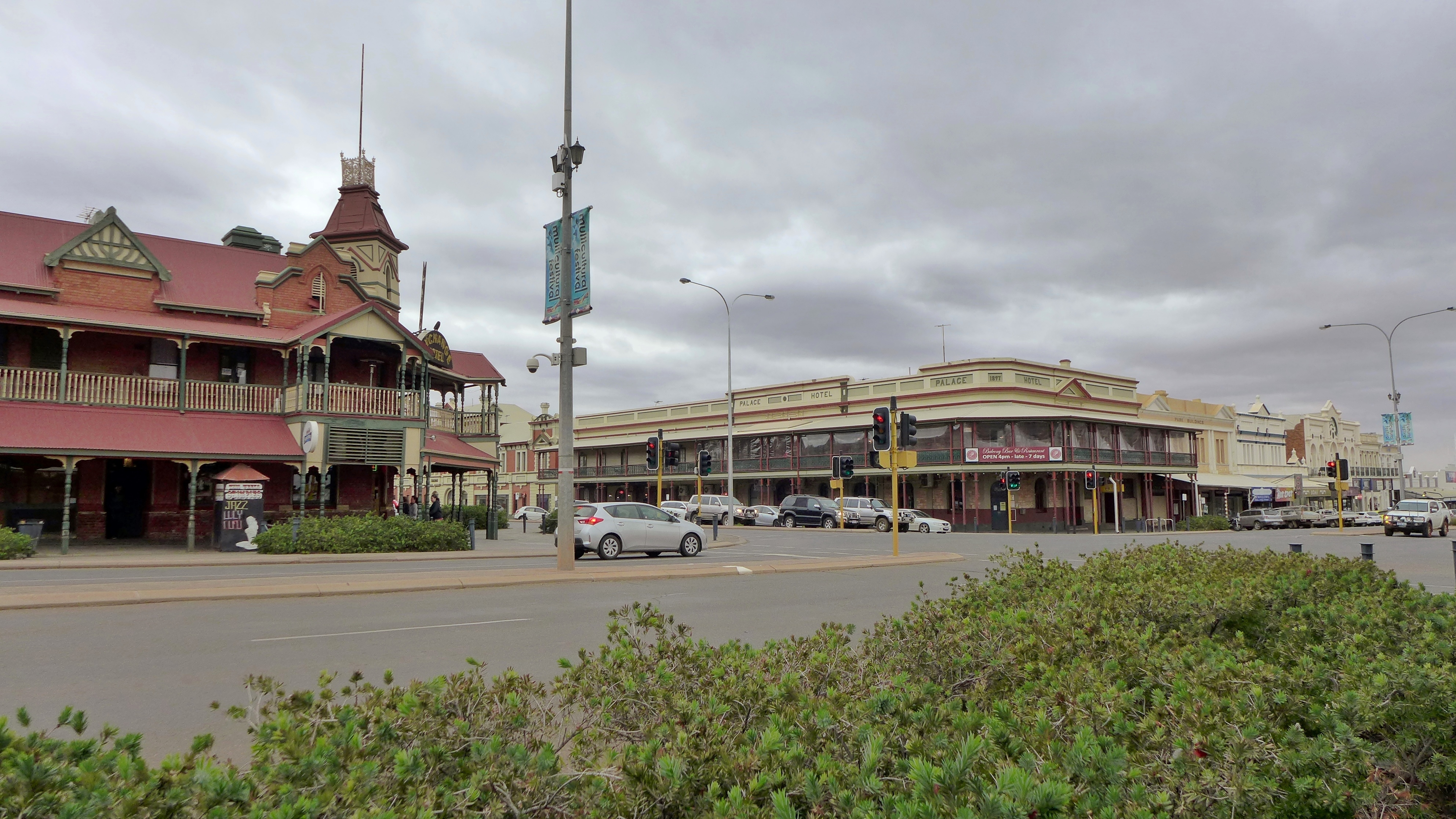
Exchange en Palace Hotels in 2016
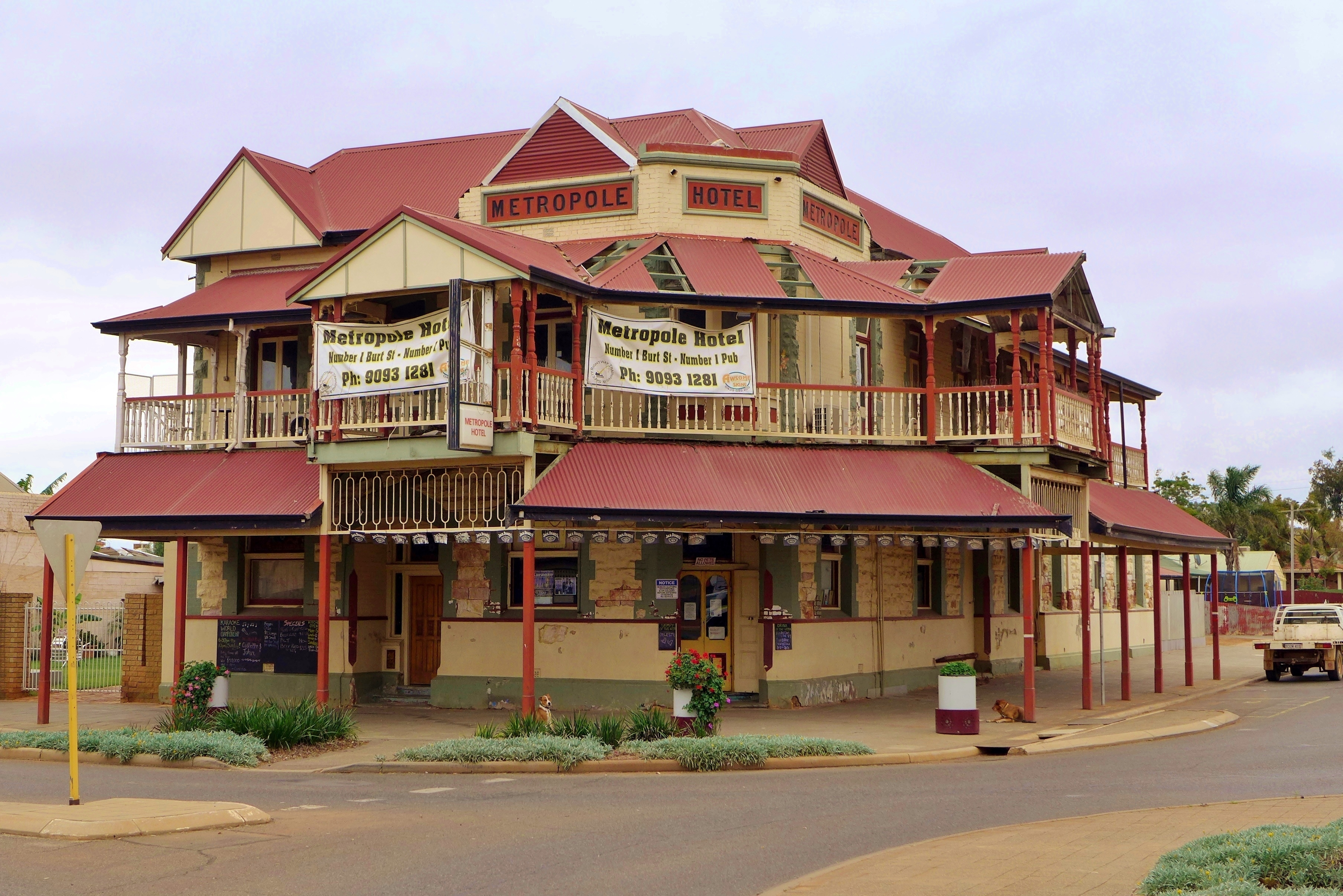
Metropole Hotel, Boulder in 2016
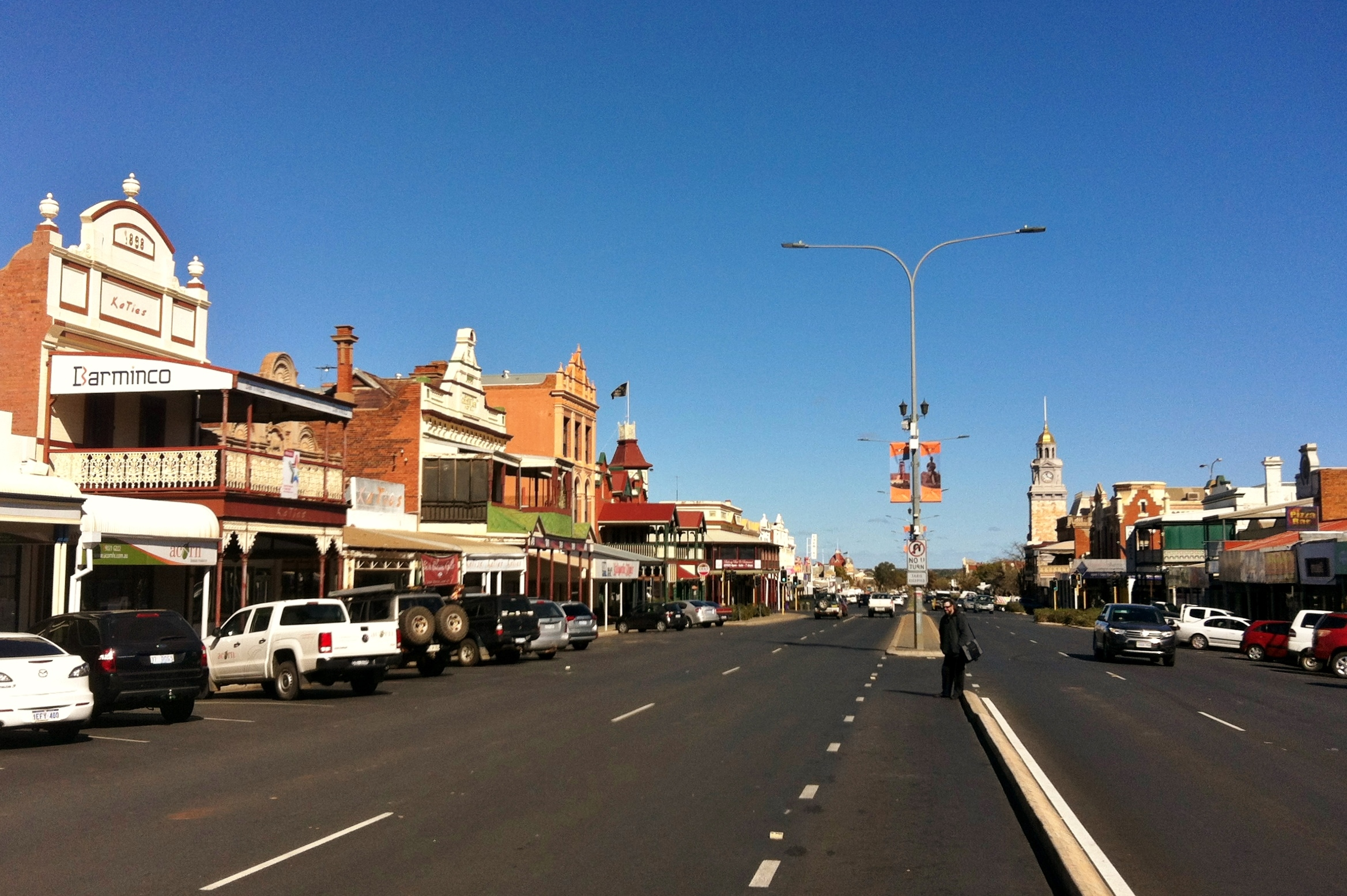
Hannan Street 2018

Agnew · Balagundi · Balgarri · Bardoc · Beria · Black Flag · Bonnie Vale · Boorara · Boulder · Broad Arrow · Buldania · Bullabulling · Bulong · Burbanks · Burtville · Callion · Cascade · Comet Vale · Condingup · Coolgardie · Coonana · Cosmo Newbery · Cundeelee · Dalyup · Davyhurst · Duketon · Dundas · Dunnsville · Esperance · Eucla · Eulaminna · Euro · Feysville · Forrest · Gibson · Gindalbie · Golden Ridge · Goongarrie · Grass Patch · Gudarra · Gwalia · Higginsville · Hopetoun · Israelite Bay · Jerdacuttup · Kalgoorlie · Kambalda · Kambalda West · Kanowna · Kathleen · Kintore · Kookynie · Kurnalpi · Kunanalling · Kundana · Kurrajong · Kurrawang · Lakewood · Laverton · Lawlers · Leinster · Leonara · Linden · Londonderry · Loongana · Malcolm · Menzies · Mertondale · Mount Burges · Mount Ida · Mount Margaret · Mount Morgans · Mulgarrie · Mulwarrie · Mulline · Mungari · Munglinup · Murrin Murrin · Niagara · Norseman · Ora Banda · Princess Royal · Ravensthorpe · Rawlinna · Salmon Gums · Scaddan · Sir Samuel · Tampa · Vivien · Warburton · Waverley · Widgiemooltha · Windanya · Wingellina · Woodarra · Yarri · Yerilla · Yunndaga · Yundamindera · Zanthus